# 宋聚業
宋聚業（1665年2月4日—1723年8月4日），字嘉升，號南園，江南蘇州府吳縣人，清朝政治人物。

## 生平
宋聚業來自蘇州長洲宋氏家族。祖父宋學程（字幼淳，號住淳，1598-1661）為宋學朱弟，吳縣庠生；父宋世瀧（原名宋德寀，字文森，號城南老人，1630-1702）寄籍崑山附貢生。母為陸象閏曾孫女、陸在乾女（1629-1702）。
宋世瀧有五子，長子宋振業，次子宋基業出嗣叔父宋德賓，三子宋贊業出嗣從父宋德星，四子宋成業，宋聚業為第五子。宋聚業為吳縣附監生，康熙三十五年（1696年）丙子科順天鄉試舉人，三十六年（1697年）丁丑科二甲第三十三名進士。四十一年（1702年）丁父母憂，服闋，四十四年（1705年）授兵部武選司主事，四十七年（1708年）任雲南鄉試副考官，四十八年（1709年）改吏部驗封司主事，受靖逆將軍富寧安賞識，升吏部文選司郎中。因與直隸霸昌道祁國祚結為姻親而遭直隸巡撫趙弘燮連帶彈劾，歸里讀書。
其後因準噶爾部策妄阿拉布坦戰事起，由富寧安舉薦給查弼納，獲招入軍前效力，負責臺站軍糧補給。期間以哈密軍功官復原職，隨諾岷辦事，到西寧管理內檔房事。後入陝西巡撫噶什圖撫署辦事。川陝總督年羹堯打算招募宋聚業入其幕府，宋聚業以老邁等理由推卻不從，遭年羹堯忌恨。後宋聚業回吏部入都，在吏部滿尚書隆科多與吏部漢尚書張鵬翮下任職。雍正帝詢問年羹堯西寧用人之事，年羹堯推薦諾岷與宋聚業，認可其才能，但又語“宋聚業之心不可問”，宋聚業聽聞後憂憤失色而吐血生病，勉强奉旨遠赴西寧管理冊籍，途經西安時，年羹堯仍打算留用，宋聚業再次推辭，雍正元年（1723年）西行至會寧縣，因病卒於旅店中。宋聚業少從惠周惕學詩文，著有《山居集》一卷及《念昔齋詩稿》，沈德潛輯《清詩別裁集》錄入其詩歌三首。

## 家庭
夫人周氏；側室金氏。有三子：宋斐、宋虞凱及宋斕。還有四女：長女嫁州同洪公宣；次女嫁祁國祚子、懷慶府知府祁瑛；三女嫁常熟庠生汪國士；四女嫁監生胡汝遂。孫女宋凌雲（宋斐長女，字逸仙），著有《軒渠初集》，嫁崑山李可汧曾孫李博。